# Josihara Rieko
Josihara Rieko (吉原 理恵子; Hepburn: Yoshihara Rieko; Fukuoka, 1965. október 4. –) japán írónő. Legismertebb művei között szerepel az Ai no kuszabi (間の楔) könyvsorozat is.

## Írói életrajz
Josihara karrierjének első három évét LMBT témájú romantikus regények írásával töltötte, majd sci-fi könyveket is írt, amelyek meghozták számára a sikert. A legismertebb tudományos fantasztikus műve, amely LMBT témát is feldolgoz az Ai no kuszabi, amelyből jaoi anime OVA (Original Video Animation), majd animesorozat és több hangjáték is született. Ez a mű hozta meg számára a nemzetközi ismertséget. Regényein kívül mangák is köthetőek a nevéhez, mint például a Genvaku no Kodo(幻惑の鼓動) manga sorozat is, de ilyen esetekben ő csak magát a történetet írja.

## Művei

### Angolul is megjelent művei
Az Ai no Kuszabi sorozat:
Ai no Kuszabi (Sószecu June, 1986-87. Kófúsha, 1990)
- 間の楔<1> 帰ってきた男 Kaette Kita Otoko (Szeibidó, 2001)
  - Stranger (Digital Manga, 2007)
- 間の楔<2> 命動 Meidó (Szeibidó, 2003)
  - Destiny (Digital Manga, 2008)
- 間の楔<3> 刻印 Kokuin (Szeibidó, 2004)
  - Nightmare (Digital Manga, 2008)
- 間の楔<4> 昏迷 Konmei (Szeibidó, 2005)
  - Suggestion (Digital Manga, 2008)
- 間の楔<5> 長い夜 Nagai Joru (Szeibidó, 2005)
  - Darkness (Digital Manga, 2008)
- 間の楔<6> 衝動の引き金 Sódó no Hikigane (Szeibidó, 2005)
  - Metamorphose (Digital Manga, 2008)

Into Illusion sorozat:
- 幻視行 1 Into Illusion 1 (Libre, 2016)
- 幻視行 2 Into Illusion 2 (Libre, 2017)

### Egyéb művei
- 幼馴染み Oszana nadzsimi (Kadokava, 1983-2004)
- 銀のレクイエム Gin no Requiem (Kadokava, 1993)
- ジグソーパズル Dzsiguso Pazuru (Kadokava, 1994)
- 渇愛 Kacuai (Hakusensha, 1994)
- 影の館 Kage no Kan (Kadokava, 1994)
- 私立「海峰 スキャンダル」Siricu Miho Skandaru sorozat (Kadokava, 1995-1998)
- 暗闇(サタン)の封印―黎明の章 Kurajami (Satan) no Fúin (Kadokava, 1995)
- ミッドナイト・イリュージョン Midnight Illusion (Kófúsa Supan, 1996)
- 呪縛(と・り・こ) Toriko sorozat(Kadokava, 1996-)
- 子供（ガキ）の領分 Kodomo (gaki) no Rjobun sorozat (Kadokava, 1996-) 2017-ig 14 kötete jelent meg
- 幻惑の鼓動 Genvaku no Kodo manga sorozat (徳間書店, 1997-) 2017-ig 27 kötete jelent meg
- 対の絆 Tai no Kizuna (Kadokava, 1998)
- 広海君のゆううつ Kókaikun no juucu (Kadokava, 1999)
- 広海君のゲキリン Kókaikun no gekirin (Kadokava, 2000)
- 二重螺旋 Nidzsúrasen sorozat (June, 2001-) 2017-ig 11 kötete jelent meg
- 純血の檻 Zsunkecu no ori (Kadokava, 2002)
- くされ縁の法則 Kuszareen no hószoku sorozat (Kadokava, 2003-2015) 8 kötet
- 陽だまりに吹く風 Hidamari ni fukukaze sorozat(Daria, 2008-2012) 6 kötet